# Serpierite
La serpierite è un minerale appartenente al gruppo della devillina.
Il minerale prende il nome da Giovanni Battista Serpieri fondatore della Montecatini Co.

## Abito cristallino
Botrioidale.

## Origine e giacitura
Si trova al cappello di alcune miniere di zinco e rame.

## Forma in cui si presenta in natura
In ciuffi di piccoli cristalli tabulari allungati.

## Caratteristiche chimico-fisiche
- Solubile facilmente agli acidi[1]
- Fragile[3]
- Pleocroismo[2]:
  - (x): verde pallido
  - (y): verde bluastro
  - (z): verde bluastro
- Densità di elettroni: 3,03 gm/cc[2]
- Indice di fermioni: 0,0051968567[2]
- Indice di bosoni: 0,9948031433[2]
- Fotoelettricità: 57,68 barn/elettrone[2]

## Località di ritrovamento
Il minerale è stato ritrovato in:
- Europa: Grecia, Irlanda, Italia (Vicentino)
- Resto del mondo: California, Kazakistan